# Akio Chiba
Akio Chiba (jap. ちば あきお, Chiba Akio; * 29. Januar 1943 in Shenyang, Mandschurei; † 13. September 1984) war ein japanischer Manga-Zeichner.
Chiba wurde 1943 in der Mandschurei geboren, die damals von Japan besetzt war. Nach dem Kriegsende ging seine Familie nach Japan zurück.
Nachdem er als Assistent für seinen älteren Bruder Tetsuya gearbeitet hatte, der bereits ein etablierter Mangaka war, startete er 1967 seine eigene Karriere als Comiczeichner. Seine erste Veröffentlichung erfolgte mit Sabu to Chibi (サブとチビ) im Shōjo-Manga-Magazin Nakayoshi.
Bekannt wurde er jedoch in den 1970er Jahren mit seinen Sport-Manga für Jungen (Shōnen). Sein bekanntestes Werk ist die Baseball-Serie Captain (キャプテン, Kyaputen), das er von 1972 bis 1979 im Gekkan Shōnen Jump herausbrachte. Captain erschien auch in 26 Sammelbänden, die sich in Japan über 19 Millionen Mal verkauften, und wurde 1980 als Anime-Fernsehserie umgesetzt. Etwa zur selben Zeit, von 1973 bis 1978, schuf Chiba außerdem die Manga-Serie Play Ball (プレイボール, Pureibōru) für das wöchentliche, auflagenstärkere Schwestermagazin des Gekkan Shōnen Jump, Shōnen Jump. Dieser Manga, der auch in 22 Sammelbänden erschien und American Football behandelt, wurde erst 2005 als Anime verfilmt. Für Play Ball und Captain gewann Chiba 1977 den Shōgakukan-Manga-Preis.
Nach dem Ende von Captain 1979 veröffentlichte er eine Zeit lang nichts. Ab 1982 zeichnete er mit dem Szenaristen Tarō Nami gemeinsam weitere Mangas für Shōnen Jump, die jedoch nicht an den Erfolg von Captain und Play Ball anknüpfen konnten. 1984 beging der Zeichner im Alter von 41 Jahren Suizid; sein Tod soll im Zusammenhang mit einer bipolaren Störung gestanden haben.